# Caio Paulista
Caio Fernando de Oliveira (São Paulo, 11 de maio de 1998), mais conhecido como Caio Paulista, é um futebolista brasileiro que atua como lateral-esquerdo ou ponta-esquerda. Joga no Atlético Mineiro, emprestado pelo Palmeiras.

## Carreira

### Antecedentes
Nascido em São Paulo, Caio Paulista iniciou no futebol nas categorias de base do Ceará. Destaque da equipe na Copa São Paulo de Futebol Júnior de 2015, chamou a atenção de vários clubes e foi contratado pelo Fluminense no mesmo ano e passou a integrar as categorias de base do clube, com apenas 16 anos. Ficou na base do clube até 2017, quando foi dispensado.
No mesmo ano de 2017, Caio Paulista foi para as categorias de base do Avaí, sendo emprestado pelo Tombense. Na equipe catarinense, Caio jogou a primeira temporada na equipe sub-20 e fez parte do sub-23, antes de estrear pelo profissional.

### Avaí
Fez sua estreia profissional no dia 8 de março de 2018, entrando como substituto em uma derrota em casa por 1–0 para o Hercílio Luz, pelo Campeonato Catarinense. Caio foi integrado ao elenco profissional em 2019, quando disputou a Série A de 2019, se destacando mesmo com o clube sendo rebaixado naquela edição. Mesmo sem fazer gols, Caio já chamava a atenção de vários clubes.

### Fluminense

#### 2020
Em 8 de janeiro de 2020, o Fluminense anunciou a contratação de Caio Paulista, por um contrato de empréstimo até o final de 2020. Fez sua estreia pelo clube no dia 9 de fevereiro, entrando como substituto em uma vitória em casa por 3–0 sobre o Botafogo, pelo Campeonato Carioca. Fez sua estreia em uma competição continental no dia 18 de fevereiro, entrando como titular em um empate fora de casa por 0–0 com o clube chileno Unión La Calera, pela Copa Sul-Americana. Seu primeiro gol como jogador profissional aconteceu no dia 14 de outubro, em um empate fora de casa por 1–1 com o Atlético Mineiro, pelo Campeonato Brasileiro.

#### 2021
Em 2 de março, Caio Paulista renovou seu contrato de empréstimo com o Fluminense até o final de 2021. Fez sua estreia na temporada no dia 14 de março, entrando como titular em uma vitória fora de casa por 1–0 no clássico Fla-Flu, pelo Campeonato Carioca. Seu primeiro gol na temporada aconteceu no dia 12 de maio, em uma vitória em casa por 2–1 sobre o clube colombiano Santa Fe, pela Copa Libertadores da América.
Em 9 de setembro, o Fluminense garantiu a compra definitiva de Caio Paulista por 1,5 milhão de dólares por 100% dos direitos federativos e 50% dos direitos econômicos do atleta. Agora, com o jogador assinando um novo contrato de cinco anos pelo clube.

#### 2022
Fez sua estreia na temporada no dia 27 de janeiro, entrando como substituto em uma derrota em casa por 1–0 para o Bangu, pelo Campeonato Carioca. Fez seu primeiro gol na temporada no dia 26 de maio, na goleada histórica fora de casa por 10–1 sobre o clube boliviano Oriente Petrolero, pela Copa Sul-Americana.
Mesmo sendo ponta-esquerda de origem e com Mario Pineida e Cris Silva como opções para a posição de lateral-esquerdo, Caio Paulista passou a atuar como lateral pelo técnico Fernando Diniz pelo restante da temporada.

### São Paulo
No dia 27 de janeiro de 2023, o São Paulo anunciou a contratação de Caio Paulista, por um contrato de empréstimo até o final do ano. Fez sua estreia pelo clube no dia 29 de janeiro, entrando como substituto de Luis Orejuela em uma derrota em casa por 2–1 para o rival Corinthians, pelo Campeonato Paulista. Seu primeiro gol pelo clube aconteceu em 15 de fevereiro, em uma goleada em casa por 5–1 sobre a Inter de Limeira.
Com Dorival Júnior, Caio se tornou peça fundamental da equipe e titular absoluto na lateral-esquerda. Em 9 de junho, marcou 2 gols na vitória por 5–0 sobre o Tolima, na Sul-Americana. O primeiro, driblando o zagueiro e batendo no canto, e o segundo, num golaço, pegando de canhota de fora da área.
Em 14 de julho, marcou o primeiro gol da vitória por 2–1 sobre o Palmeiras, no jogo de volta das quartas de final da Copa do Brasil. Após passe de Luciano, invadiu a área, matou no peito e chutou por baixo das pernas de Weverton. Na Copa do Brasil, Caio foi peça fundamental da equipe que no fim se tornou campeã ao bater o Flamengo, no Morumbi, sendo o primeiro título da competição da história do São Paulo.
Caio encerrou a temporada 2023 jogando como lateral, sendo titular absoluto da equipe tricolor. O jogador atuou em 50 partidas, marcou cinco gols e deu duas assistências.

### Palmeiras
Teve a contratação oficializada pelo Palmeiras no dia 5 de janeiro de 2024, assinando contrato por cinco temporadas.
Em 2024, Caio foi reserva em boa parte da temporada. Fez 39 jogos (23 como titular), sem gols e com três assistências.

### Atlético-MG
Em fevereiro de 2025, foi emprestado pelo Palmeiras ao Atlético-MG, em uma troca que também envolveu a ida do zagueiro Bruno Fuchs por empréstimo para o clube paulista.

## Estilo de jogo
Caio Paulista é ponta-esquerda de origem, mas passou a ser lateral-esquerdo após ser testado na posição pelo treinador Fernando Diniz no ano de 2022, enquanto ainda estava no Fluminense, onde passou a se destacar na posição. Ele pode atuar também como um ala-esquerdo no meio-campo, além de que já jogou como lateral-direito em algumas ocasiões.

## Estatísticas
Atualizadas até 24 de janeiro de 2024

### Clubes
| Equipe            | Temporada         | Campeonato nacional | Campeonato nacional | Campeonato nacional | Copa nacional[a] | Copa nacional[a] | Copa nacional[a] | Competições continentais[b] | Competições continentais[b] | Competições continentais[b] | Outros torneios[c] | Outros torneios[c] | Outros torneios[c] | Total | Total | Total   |
| Equipe            | Temporada         | Jogos               | Gols                | Assist.             | Jogos            | Gols             | Assist.          | Jogos                       | Gols                        | Assist.                     | Jogos              | Gols               | Assist.            | Jogos | Gols  | Assist. |
| ----------------- | ----------------- | ------------------- | ------------------- | ------------------- | ---------------- | ---------------- | ---------------- | --------------------------- | --------------------------- | --------------------------- | ------------------ | ------------------ | ------------------ | ----- | ----- | ------- |
| Avaí              | 2018              | 0                   | 0                   | 0                   | 0                | 0                | 0                | —                           | —                           | —                           | 2                  | 0                  | 0                  | 2     | 0     | 0       |
| Avaí              | 2019              | 26                  | 0                   | 0                   | 1                | 0                | 0                | —                           | —                           | —                           | 8                  | 0                  | 0                  | 35    | 0     | 0       |
| Avaí              | Total             | 26                  | 0                   | 0                   | 1                | 0                | 0                | 0                           | 0                           | 0                           | 10                 | 0                  | 0                  | 37    | 0     | 0       |
| Fluminense        | 2020              | 22                  | 3                   | 1                   | 0                | 0                | 0                | 1                           | 0                           | 0                           | 9                  | 0                  | 0                  | 32    | 3     | 1       |
| Fluminense        | 2021              | 27                  | 2                   | 1                   | 3                | 0                | 0                | 6                           | 2                           | 2                           | 9                  | 0                  | 0                  | 45    | 4     | 3       |
| Fluminense        | 2022              | 27                  | 1                   | 3                   | 8                | 0                | 1                | 3                           | 1                           | 0                           | 6                  | 0                  | 0                  | 44    | 2     | 4       |
| Fluminense        | 2023              | —                   | —                   | —                   | —                | —                | —                | —                           | —                           | —                           | 1                  | 0                  | 0                  | 1     | 0     | 0       |
| Fluminense        | Total             | 76                  | 6                   | 5                   | 11               | 0                | 1                | 10                          | 3                           | 2                           | 25                 | 0                  | 0                  | 122   | 9     | 8       |
| São Paulo         | 2023              | 28                  | 1                   | 2                   | 7                | 1                | 0                | 6                           | 2                           | 0                           | 9                  | 1                  | 0                  | 50    | 5     | 2       |
| São Paulo         | Total             | 28                  | 1                   | 2                   | 7                | 1                | 0                | 6                           | 2                           | 0                           | 9                  | 1                  | 0                  | 50    | 5     | 2       |
| Palmeiras         | 2024              | 0                   | 0                   | 0                   | 0                | 0                | 0                | 0                           | 0                           | 0                           | 2                  | 0                  | 0                  | 2     | 0     | 0       |
| Palmeiras         | Total             | 0                   | 0                   | 0                   | 0                | 0                | 0                | 0                           | 0                           | 0                           | 2                  | 0                  | 0                  | 2     | 0     | 0       |
| Total na carreira | Total na carreira | 130                 | 7                   | 7                   | 19               | 1                | 1                | 16                          | 5                           | 2                           | 456                | 1                  | 0                  | 211   | 14    | 10      |

- a. ^ Jogos da Copa do Brasil
- b. ^ Jogos da Copa Sul-Americana e da Copa Libertadores da América
- c. ^ Jogos do Campeonato Catarinense, do Campeonato Carioca e do Campeonato Paulista

## Títulos
Avaí
- Campeonato Catarinense: 2019

Fluminense
- Taça Rio: 2020
- Taça Guanabara: 2022
- Campeonato Carioca: 2022

São Paulo
- Copa do Brasil: 2023[55]

Palmeiras
- Campeonato Paulista: 2024

Atlético Mineiro
- Campeonato Mineiro: 2025

### Prêmios individuais
- Seleção da Copa do Brasil: 2023